# 國防軍最高統帥部審判
國防軍最高統帥部審判（英語：High Command Trial，正式案號為The United States of America vs. Wilhelm von Leeb, et al.），或稱第12號案件（Case No. 12，俗稱13位將軍審判／the 13 Generals' trial），稍後又改稱為第72號案件（Case No. 72，德意志國防軍最高統帥部審判：針對威廉·馮·里布與其他13人之審判），是第二次世界大戰結束後在德國紐倫堡舉行的12場紐倫堡後續審判中的最後一場，由美國當局主導，被訴者為隸屬於德意志國防軍的十四位將軍。是次審判由美國軍事法庭負責審理，而非審理紐倫堡審判的國際軍事法庭；不過兩者的訴訟程序均於紐倫堡司法宮內舉行。
本次審判中的被告均為德意志國防軍內的高階將領（其中包括陸軍元帥與前海軍上將）；其中部分被告曾效力於國防軍最高統帥部。檢方指控這些被告曾參與、策劃或協助實行多項戰爭罪行，並在納粹德國佔領區內犯下許多暴行。
本次審判的主審法官為美國籍的約翰·楊（John C. Young），並由溫菲爾德·黑爾（Winfield B. Hale）法官與賈斯汀·哈定（Justin W. Harding）法官共同審理。檢方的首席法律顧問為美國律師泰爾福特·泰勒。1947年11月28日，檢方正式提起公訴；審判程序則自同年12月30日開始持續至翌年10月28日止。總計14名被告中，有兩人在所有罪名上均獲無罪判決。約翰內斯·布拉斯科維茨在審判庭期中自殺身亡。餘下的被告則遭判計入審理監禁時間的有期徒刑三年至終生監禁不等的刑罰。

## 公訴
本案被告面臨戰爭罪與反人道罪等四項罪名：
1. 破壞和平罪：以對他國發動侵略性戰爭之手段違反國際條約。
2. 戰爭罪：對敵軍戰俘或戰鬥人員施以謀殺或非人道對待之情事負有責任。
3. 反人道罪：在軍事佔領國內參與或指揮對平民之謀殺、折磨、驅逐或人質俘虜。
4. 參與、策劃、執行或密謀實行上述各項之罪。

所有被告均面臨上述四項罪名。不過，對於指控，所有被告也都以「無罪」答辯。第四項罪名在審理過程中遭法庭駁回，理由是其所指控的事項與其他三項罪名有所重疊。另外，法庭判決所有被告就第一項罪名均不成立，表明受審被告並非發起戰爭的政策制定者，且奉命準備作戰並在戰爭中從事戰鬥行為並不違反當時的國際法。

## 被告
就各項罪名，被告將獲得起訴但未定罪（下表中的 I）與起訴並定罪（下表中的 G）兩種判決結果。
所有刑期均包含自1945年4月7日遭收押日起至判決日止之在監時間。
| 相片 | 被告姓名               | 罪名 | 罪名 | 罪名 | 罪名 | 判決與刑責               | 備註 |
| 相片 | 被告姓名               | 1    | 2    | 3    | 4    | 判決與刑責               | 備註 |
| ---- | ---------------------- | ---- | ---- | ---- | ---- | ------------------------ | --- |
|      | 約翰內斯·布拉斯科維茨  | I    | I    | I    | I    | —                        | 前國防軍大將。於1948年2月5日自殺。 |
|      | 卡爾-阿道夫·霍利特     | I    | G    | G    | I    | 5年有期徒刑。            | 前國防軍大將。因表現良好而於1949年12月提前獲釋。1985年逝世。 |
|      | 赫爾曼·霍特            | I    | G    | G    | I    | 15年有期徒刑。           | 前國防軍大將，於1941年的巴巴羅薩作戰行動中領導第3裝甲集團，並在國防軍1942年的夏季攻勢中指揮第4裝甲集團。為了執行《政委命令》，霍特於1941年11月發布了一項直接命令，要求下屬指揮官「立刻且毫不憐憫地消滅任何猶太人與布爾什維克黨人積極或消極抵抗的跡象。」。1951年經審查委員會審查後，維持原判。1954年獲假釋出獄；1957年計入審訊監禁時間後服刑期滿。1971年逝世。 |
|      | 威廉·馮·里布           | I    | I    | G    | I    | 計入審訊監禁時間後獲釋。 | 前國防軍元帥，於1941年6月至1942年1月間任北方集團軍指揮官。因向其下屬單位發送巴巴羅薩司法命令與犯罪命令而遭定罪。判決後獲釋。1956年逝世。 |
|      | 鲁道夫·莱曼            | I    | G    | G    | I    | 7年有期徒刑。            | 前國防軍法務上將，國防軍最高統帥部佐審法官，負責簽發為防堵游擊隊勢力而可任意射殺平民的巴巴羅薩司法命令。他是1941年12月《夜與霧法令》的起草人，使法院在審判程序中對被告無須踐行正當法律程序。國防軍部隊在法國、荷蘭、烏克蘭與其他占領區國家內實行此命令。他亦有參與《突擊隊命令》與其他恐怖法令的制定。因表現良好而於1950年提前獲釋。1955年逝世。               |
|      | 格奧爾格·馮·屈希勒     | I    | G    | G    | I    | 15年有期徒刑。           | 前國防軍元帥，蘇聯戰場上的第18軍團指揮官，稍後接任北方集團軍指揮官。其刑期於1951年經審查委員會審查後維持原判。1952年獲釋。1963年逝世。 |
|      | 格奧爾格-漢斯·萊因哈特 | I    | G    | G    | I    | 15年有期徒刑。           | 前國防軍大將，1951年經審查委員會審查後維持原判。1952年獲釋。1963年逝世。 |
|      | 卡尔·冯·罗克           | I    | G    | G    | I    | 20年有期徒刑。           | 前國防軍步兵上將，1949年12月24日逝世。 |
|      | 赫爾曼·賴內克          | I    | G    | G    | I    | 終生監禁。               | 前國防軍步兵上將，國防軍最高統帥部行政辦公室主任，對制定和施行戰俘政策負有主要責任；該政策造成約330萬名蘇聯戰俘死亡。於1954年獲釋。1973年逝世。 |
|      | 漢斯·馮·薩爾穆特       | I    | G    | G    | I    | 20年有期徒刑。           | 前國防軍大將，其刑期於1951年經審查委員會審查後，減刑為12年；刑度同時回溯至1945年6月起算。因表現良好而於1953年獲釋。1962年逝世。 |
|      | 奧托·施尼溫德          | I    | I    | I    | I    | 無罪。                   | 前國防軍海軍大將。1964年逝世。 |
|      | 胡戈·施佩勒            | I    | I    | I    | I    | 無罪。                   | 前國防軍元帥。1953年逝世。 |
|      | 瓦尔特·瓦尔利蒙特      | I    | G    | G    | I    | 終生監禁。               | 前國防軍炮兵上將，最高統帥部國防軍指揮參謀部副部長，負責巴巴羅薩司法命令。1951年經審查委員會審查後，減刑為18年。1954年獲釋。1976年逝世。 |
|      | 奥托·沃勒              | I    | G    | G    | I    | 8年有期徒刑。            | 前國防軍步兵上將，因執行巴巴羅薩司法命令而遭定罪，且與別動隊具有合作關係。1951年獲釋。 |

## 後續
德國人民強烈反對這場審判。他們拒絕接受由美國法官們所認定的事實，且支持這些將軍們遵循上級命令的說詞，同時讚揚被告們具有軍人特質。德意志聯邦共和國成立後，首任總理康拉德·艾德諾與德國聯邦議院同樣表態支持被告。隨著德國再武裝化的浪潮高漲，德國人民對該場審判的反應也越發激烈。在這樣緊張的壓力下，時任盟國高級委員會委員長的約翰·J·麥克洛伊於1950年成立了一審查委員會，專門審查本次審判，並由紐約州法官大衛·佩克主導；隨後在委員會的建議下，法庭決定對三位仍在獄中的被告進行減刑。稍後在委員會的持續運作下，最後一位國防軍將領亦得以於1953年返家。

## 註記
1. ↑  Web Genocide Documentation Centre, Case No. 12 （页面存档备份，存于） (the 13 Generals' trial); euRathlon, UWE Bristol.
2. ↑  Web Genocide Documentation Centre, Case No. 72 （页面存档备份，存于） (The German high command trial: Trial of Wilhelm von Leeb and thirteen others), UWE Bristol.
3. ↑  There was also a "High Command Case" in the Trial of the Major War Criminals before the International Military Tribunal.
4. ↑  Hebert 2010，第219頁.
5. ↑  Heiber 2004，第938頁.
6. ↑  Burleigh 1997，第69頁.
7. ↑  Hebert 2010，第216–217頁.
8. 1 2  Hebert 2010，第150頁.
9. 1 2  Hebert 2010，第3頁.
10. ↑  Hebert 2010，第90頁.
11. 1 2  Hebert 2010，第151頁.
12. 1 2 3  Herber 2010，第218頁.
13. ↑  Herbert 2010，第3頁.
14. ↑  Hebert 2010，第218頁.
15. ↑  See Detlev F. Vagts, Book Review, American Journal of International Law vol. 104 (2010), p. 548, at 549; reviewing Valerie Geneviève Hébert, Hitler's Generals on Trial: The Last War Crimes Tribunal at Nuremberg.